# (581) Tauntonia
(581) Tauntonia ist ein Asteroid des Hauptgürtels, der am 24. Dezember 1905 von Joel H. Metcalf entdeckt wurde.
Der Asteroid wurde nach der Stadt Taunton im US-Bundesstaat Massachusetts benannt, wo Metcalf einige Jahre lebte.